# جین بریندو
جین بریندو (فرانسوی: Jeanne Brindeau‎؛ ۲۲ اکتبر ۱۸۶۰ – ۶ آوریل ۱۹۴۶) هنرپیشه اهل فرانسه بود. طول عمر هنری وی چیزی حدود ۲۶ سال بود. او در سال ۱۹۴۶ در ۸۶ سالگی درگذشت.
از فیلم‌هایی که وی در آنها نقش داشته‌است می‌توان به چشمان سیاه و کاروان اسب‌سواران آتشین اشاره کرد.